# Szalowanie

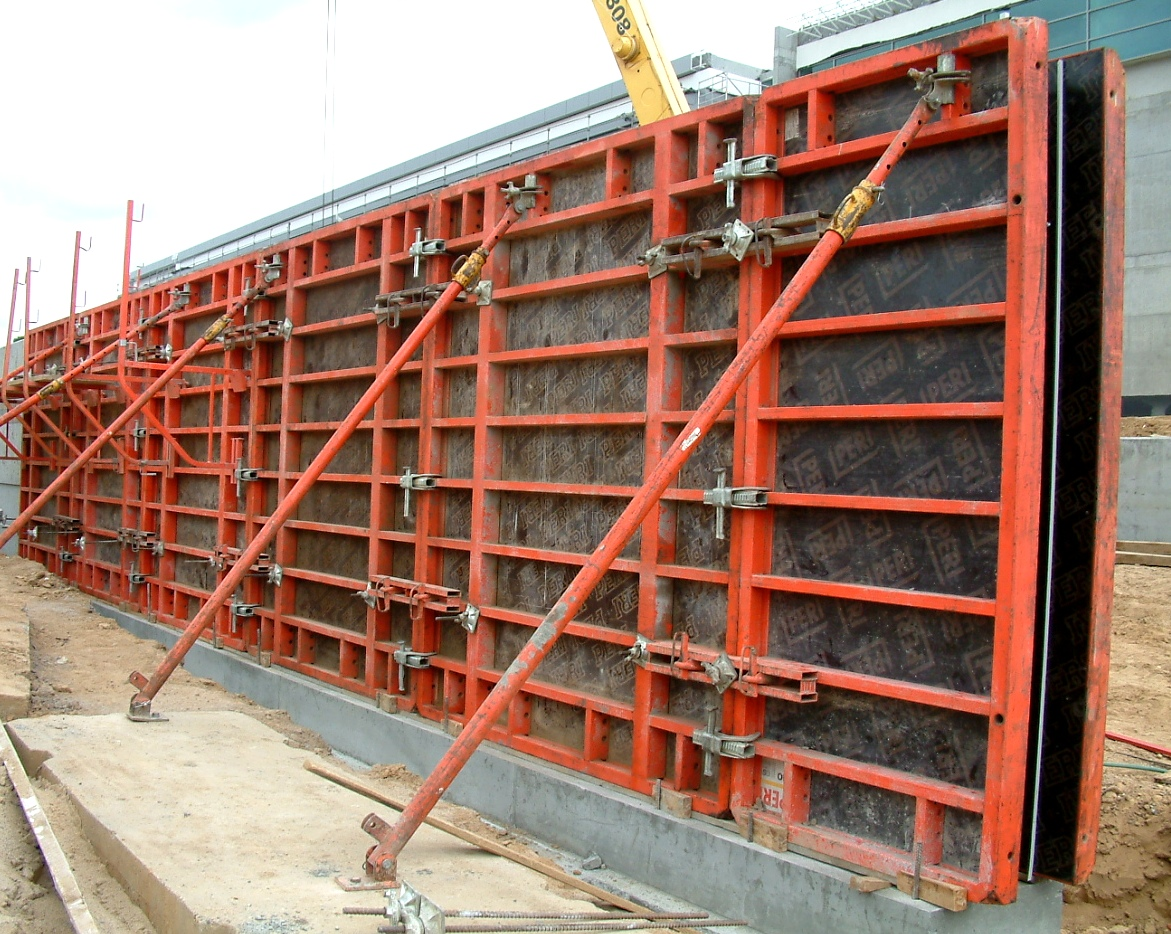
Deskowanie ściany żelbetowej

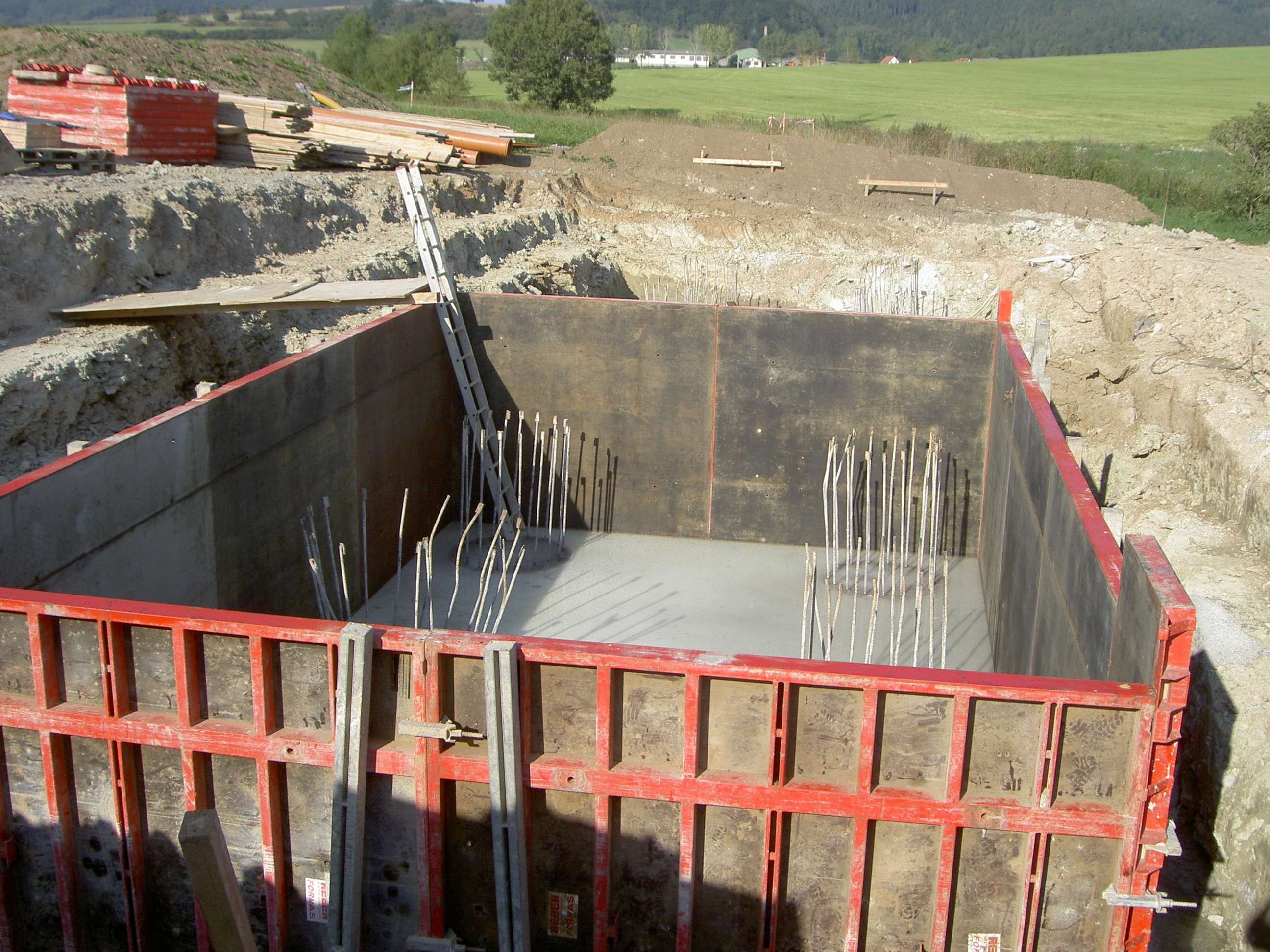
Deskowanie fundamentu wykonane z unifikowanych tarcz metalowych

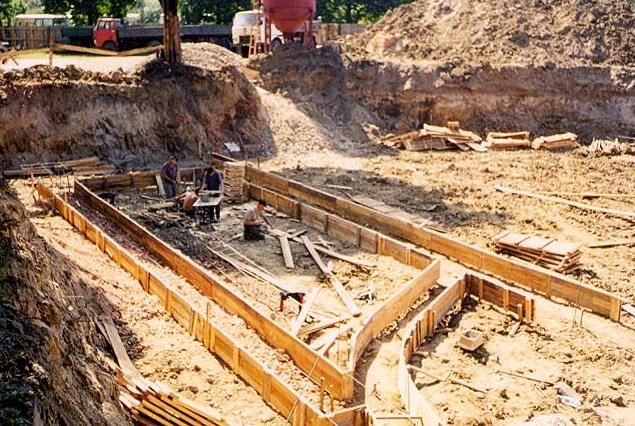
Deskowanie drewniane

Szalowanie, zalecana nazwa deskowanie (nazwy potoczne: deskówka, szalówka) – rodzaj formy służącej do nadawania kształtu mieszance betonowej. Jest to tymczasowa konstrukcja wykonywana z różnych asortymentów drewna lub płyt (sklejki, OSB lub metalu). Deskowanie stosowane jest najczęściej przy wykonywaniu konstrukcji betonowych lub żelbetowych na miejscu budowy, jest także wykorzystywane przy produkcji prefabrykatów, aczkolwiek najczęściej przy prefabrykacji stosuje się formy wykonane ze stali lub aluminium.

## Charakterystyka
Szalunek to bardzo powszechna konstrukcja, która służy do wznoszenia konstrukcji betonowych i nadawania im odpowiedniego kształtu. Szalunki najczęściej używane są do podtrzymywania konstrukcji zbrojenia przy betonowaniu na przykład podczas zalewania stropu betonem czy też przy murowaniu ścian z otworami okiennymi lub drzwiowymi. Na polskich budowach można najczęściej zobaczyć szalunki zbite z desek, które po zdjęciu używane są kolejny raz do innej konstrukcji. Coraz popularniejsze są jednak szalunki stalowe czy ze sklejki wodoodpornej, które nazywa się systemami wielokrotnego użytku. Szalunki wykorzystuje się także do zabezpieczenia wykopów. W zasadzie wyróżniamy następujące trzy rodzaje szalunków według miejsca ich użycia na budowie.
Deskowanie stanowi podstawę metody wznoszenia budynków zwaną technologią monolityczną.

## Rodzaje szalunków budowlanych

### Szalunki do wykopów
Jednym z rodzajów szalunków są szalunki do wykopów. Służą one jak nazwa wskazuje do zabezpieczania wykopów powstałych we wszystkich rodzajach gruntów. Dzięki wykorzystaniu szalunku ziemia z boków otworu nie zasypuje go, a więc można bez problemu w wykopie umieścić inne elementy, które miały się w nim znaleźć lub prowadzić prace ziemne. Tego typu szalunki również mogą być wykonane z drewna, stosuje się też ultralekkie szalunki aluminiowe, które nadają się do małych wykopów (np. mała kanalizacja). Mimo nazwy wcale nie są literalnie lekkie, ponieważ mogą ważyć nawet do 1400 kg. Dostępne są też szalunki średnie używane na przykład przy wykopach w budownictwie mieszkaniowym. Szalunki ciężkie wykonane z bardzo grubej blachy stalowej, które zwykle używane są w budownictwie przemysłowym. Szalunki do wykopów dzielimy na: lekkie, średnie i ciężkie.

### Szalunki stropowe
Szalunki stropowe służą do podtrzymywania konstrukcji stropu. Szalunek stropowy to konstrukcja o równomiernym rozmieszczeniu podpór, nazywanych stemplami, i ułożeniu na nich dźwigarów, na których układa się płyty szalunkowe. Stosuje się też stoliki szalunkowe, które montuje się zwykle przy użyciu dźwigu na przygotowane podpory. Jest to najszybsze rozwiązanie przy stropach wielkopowierzchniowych. Dopiero na wykonany szalunek układa się zbrojenie stropu oraz wieńców.

### Szalunki ścienne
Szalunki ścienne wykorzystywane są do zabezpieczania otworów w ścianach. Głównie do nadproży, które występują w otworach na drzwi oraz okna. Mogą też być wspornikiem dla różnych elementów ozdobnych elewacji. Szalunki ścienne dzieli się na lekko- i średniogabarytowe ze względu na ich zadania oraz ciężar takiej konstrukcji. Przykładowo szalunki lekko gabarytowe można zamontować bez konieczności użycia podnośnika czy dźwigu.

## Deskowania
Ze względu na wielokrotność użycia:
- indywidualne – stosowane jednorazowo (ale elementy tego deskowania mogą być jeszcze użyte), najczęściej przy realizacji niewielkich konstrukcji, a także do konstrukcji niepowtarzalnych, o nietypowych kształtach
- inwentaryzowane – z elementów wielokrotnego użytku

Ze względu na sposób użycia wyróżnia się deskowanie powtarzalne:
- przestawne – demontowane po stwardnieniu mieszanki betonowej i montowane ponownie w nowym miejscu
- przesuwne – przesuwane na nowe miejsce w niezmienionej postaci, bez demontowania
- ślizgowe – przesuwane w niezmienionej postaci w płaszczyźnie lica konstrukcji (zwykle do góry)

Przykłady deskowania:
- deskowanie ścian lub dachów o konstrukcji szkieletowej – wyróżnia się deskowanie pełne i niepełne (z przerwami między deskami – ściana szkieletowa)
- deskowanie elementów w konstrukcji betonowej lub żelbetowej – przygotowanie formy, w której zostanie wykonany element konstrukcji, na ogół na miejscu jego wbudowania. Deskowanie obecnie wykonuje się z gotowych płyt ze sklejki wodoodpornej mocowanych na sztywnych metalowych ramach zaprojektowanych w sposób umożliwiający łączenie ze sobą poszczególnych elementów.

Deskowaniem nazywa się też konstrukcję z desek połączonych ze sobą krawędziami:
- wykonaną dla ochrony wykopu ziemnego przed osypywaniem
- pokrywającą ścianę, strop lub dach